# Донбасвуглезбагачення
Донбасвуглезбагачення, вуглезбагачувальна державна холдингова компанія (місто Донецьк, Україна), що обслуговує вуглевидобувні державні підприємства Центрального Донбасу. Включає 4 Центральні збагачувальні фабрики:
1. Горлівськая ЦЗФ,
2. Дзержинська ЦЗФ,
3. Добропільська ЦЗФ,
4. Жовтнева ЦЗФ

А також: автобазу, Моспинський ремонтно-механічний завод, керування матеріально-технічного забезпечення й збуту.